# Narodowy Instytut Dziedzictwa

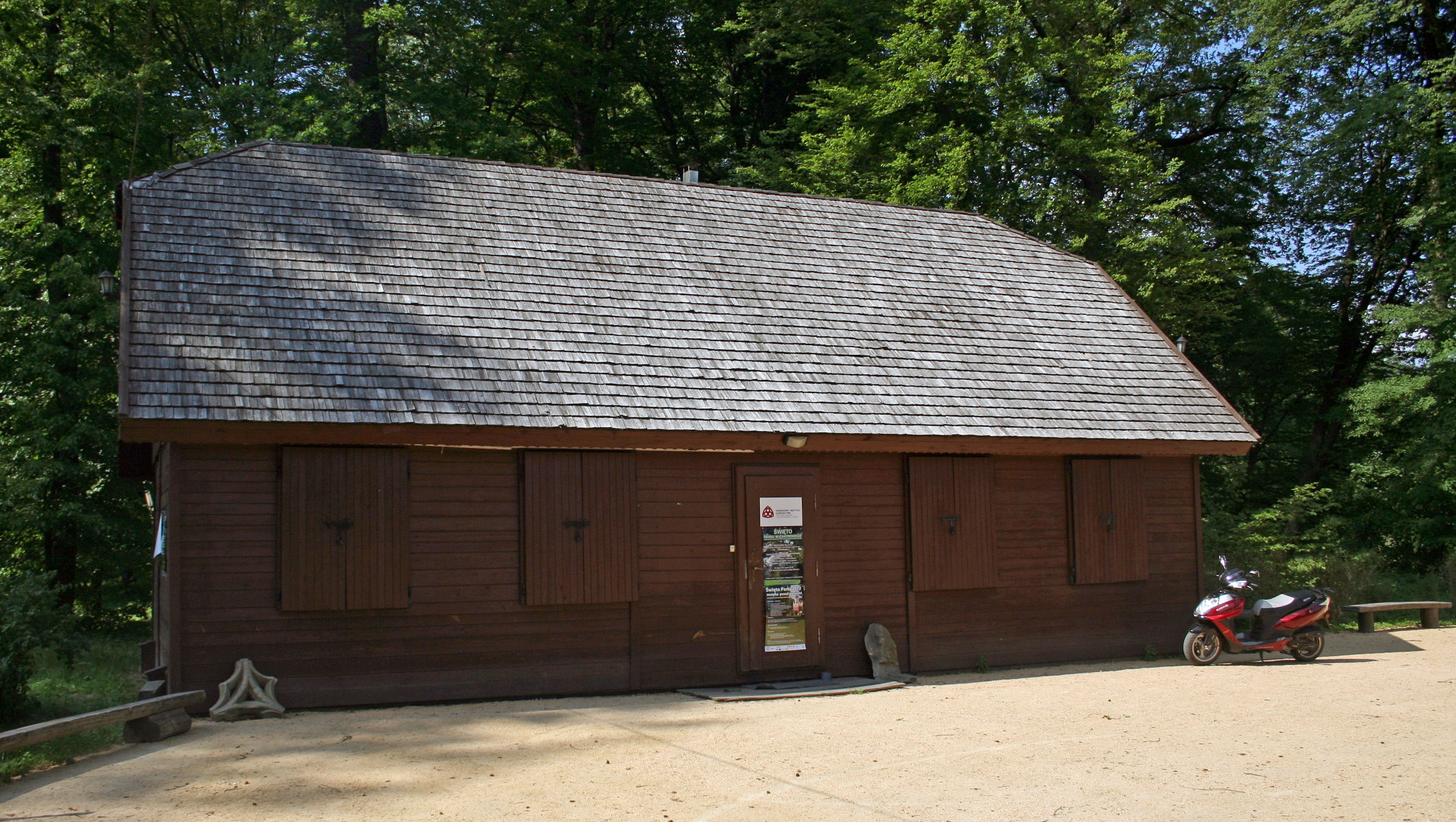
Pracownia terenowa w parku Mużakowskim w Łęknicy

Narodowy Instytut Dziedzictwa (NID) – narodowa instytucja kultury podległa Ministerstwu Kultury i Dziedzictwa Narodowego. 
Misją NID jest tworzenie podstaw dla zrównoważonej ochrony dziedzictwa poprzez gromadzenie i upowszechnianie wiedzy o zabytkach, wyznaczanie standardów ich ochrony i konserwacji oraz kształtowanie świadomości społecznej w celu zachowania dziedzictwa kulturowego Polski dla przyszłych pokoleń. Instytut wydaje kwartalnik „Ochrona Zabytków”.

## Historia
NID jest prawnym następcą Ośrodka Dokumentacji Zabytków, utworzonego w 1962. Kontynuuje idee ochrony i udostępniania dziedzictwa kulturowego szerokim grupom odbiorców. W 2002 r. poprzez połączenie Ośrodka Dokumentacji Zabytków i Ośrodka Ochrony Zabytkowego Krajobrazu powstał Krajowy Ośrodek Badań i Dokumentacji Zabytków (KOBiDZ). Z dniem 1 stycznia 2007, na mocy zarządzenia Ministra Kultury i Dziedzictwa Narodowego do KOBiDZ przyłączono Ośrodek Ochrony Dziedzictwa Archeologicznego, co oznaczało powstanie pod poprzednią nazwą nowej instytucji kultury. 1 stycznia 2011 KOBiDZ zmienił nazwę na Narodowy Instytut Dziedzictwa. W 2024 NID połączono z Narodowym Instytutem Konserwacji Zabytków w jedną instytucję, również pod nazwą Narodowy Instytut Dziedzictwa.
Instytut ma oddziały terenowe w 16 województwach oraz pracownie terenowe w Trzebinach, Zamościu oraz Park Mużakowski w Łęknicy.

## Działalność
Jako merytoryczne zaplecze Ministra Kultury i Dziedzictwa Narodowego, Generalnego Konserwatora Zabytków oraz wojewódzkich konserwatorów zabytków, NID realizuje następujące zadania: 
1. Gromadzi i zarządza zasobem dokumentacji rejestru zabytków i krajowej ewidencji zabytków
2. Ewidencjonuje badania archeologiczne realizowane na terenie kraju
3. Monitoruje stan zachowania i ocenia stan wartości zasobu dziedzictwa, a także monitoruje i analizuje zagrożenia dla dziedzictwa i wypracowuje metody przeciwdziałania tym zagrożeniom
4. Buduje i rozwija ogólnopolską geoprzestrzenną bazę danych o zabytkach (m.in. prowadzi portal zabytek.pl)
5. Realizuje zadania wynikające z powierzonej funkcji Centrum Kompetencji w ramach programu wieloletniego "KULTURA +" w zakresie digitalizacji zabytków
6. Gromadzi, opracowuje i archiwizuje zbiory naukowe związane z ochroną dziedzictwa oraz je digitalizuje i upowszechnia
7. Publikuje i upowszechnia wyniki badań naukowych, prac projektowych i konserwatorskich oraz inne wydawnictwa z zakresu ochrony dziedzictwa
8. Realizuje specjalistyczne programy szkoleniowe i informacyjne na rzecz służb konserwatorskich i środowisk związanych z opieką nad zabytkami
9. Wydaje opinie i ekspertyzy dotyczące działań przy zabytkach na rzecz organów administracji publicznej
10. Tworzy i upowszechnia standardy dokumentacji, badań i konserwacji zabytków ruchomych, nieruchomych i archeologicznych
11. Koordynuje procedurę występowania z wnioskiem o uznanie przez Prezydenta RP zabytku nieruchomego za Pomnik historii, oraz prowadzi monitoring miejsc i obiektów uznanych za pomniki historii
12. Podejmuje współpracę z właścicielami i zarządcami zabytków na rzecz właściwego zarządzania zasobem dziedzictwa kulturowego oraz promuje zasady opieki nad zabytkami
13. Zajmuje się ewaluacją i doskonaleniem systemu ochrony oraz ewidencji dziedzictwa materialnego i niematerialnego
14. Realizuje w zakresie powierzonym przez ministra zadania wynikające z porozumień, konwencji i innych dokumentów ratyfikowanych przez Polskę związanych z ochroną i opieką nad dziedzictwem materialnym i niematerialnym (w NID działa Ośrodek ds. światowego dziedzictwa odpowiadający za koordynację procedury składania wniosków na Listę światowego dziedzictwa UNESCO oraz zespół ds. dziedzictwa niematerialnego zajmujący się obsługą Krajowej listy niematerialnego dziedzictwa kulturowego)
15. Realizuje programy społeczne w zakresie edukacji na rzecz ochrony i opieki nad dziedzictwem materialnymi i niematerialnym (m.in. kampania społeczna "Krajobraz mojego miasta", Europejskie Dni Dziedzictwa, Ogólnopolski Konkurs Filmowy "Zabytkomania", program własny "Wspólnie dla dziedzictwa")
16. Organizuje i prowadzi inne prace związane z ochroną i dziedzictwa kulturowego na zlecenie ministra i generalnego konserwatora zabytków (m.in.program "Ochrona zabytków archeologicznych", dotacje na badania archeologiczne poprzedzające inwestycje, rewaloryzacja Parku Mużakowskiego)

## Dyrektorzy
- Paulina Florjanowicz (2010–2013)
- dr hab. inż. arch. Małgorzata Rozbicka (2013–2017)
- Bartosz Skaldawski (2018–2021[10])
- dr hab. Katarzyna Zalasińska (2022[11]–2024)
- Marlena Happach (od 10 czerwca 2025[12], od 10 czerwca 2024 jako p.o.[7])